# Dmytro Manuilski
Dmytro Zacharowycz Manuilski, znany również w polskiej literaturze jako Dymitr Manuilski (ukr. Дмитро Захарович Мануїльський, ps. Мефодій, Фома, Іван Безграмотний; ur. 21 września?/3 października 1883 w Światcu, zm. 22 lutego 1959 w Kijowie) – ukraiński i radziecki polityk socjaldemokratyczny i komunistyczny, działacz państwowy. I sekretarz KC KP (b)U w latach 1921–1923. Minister spraw zagranicznych Ukraińskiej Socjalistycznej Republiki Radzieckiej w latach 1944–1952.

## Życie i działalność
W 1903 podjął studia na Uniwersytecie Petersburskim, w tym samym czasie związał się z SDPRR. Wziął udział w drugim kronsztadzkim powstaniu marynarzy podczas rewolucji 1905 roku, brał też udział w przygotowaniu powstania marynarzy twierdzy Sveaborg, za co został w 1906 skazany na 5 lat zesłania do Jakucji. Od 1907 członek kijowskiego komitetu SDPRR, jeszcze w tym samym roku emigrował do Paryża, gdzie w 1911 ukończył prawo na Sorbonie.
Po rewolucji lutowej i obaleniu caratu w maju 1917 wrócił do Rosji. Po przewrocie bolszewickim (rewolucji październikowej) został członkiem ludowego komisariatu aprowizacji. Od maja 1918 członek i zastępca przewodniczącego delegacji RFSRR na rozmowach pokojowych z Ukrainą, 12 czerwca 1918 wraz z Chrystianem Rakowskim podpisał rozejm między Rosją Sowiecką a Hetmanatem. Jeszcze w tym samym roku oddelegowany został na Ukrainę w celu ożywienia działalności ruchu bolszewickiego.

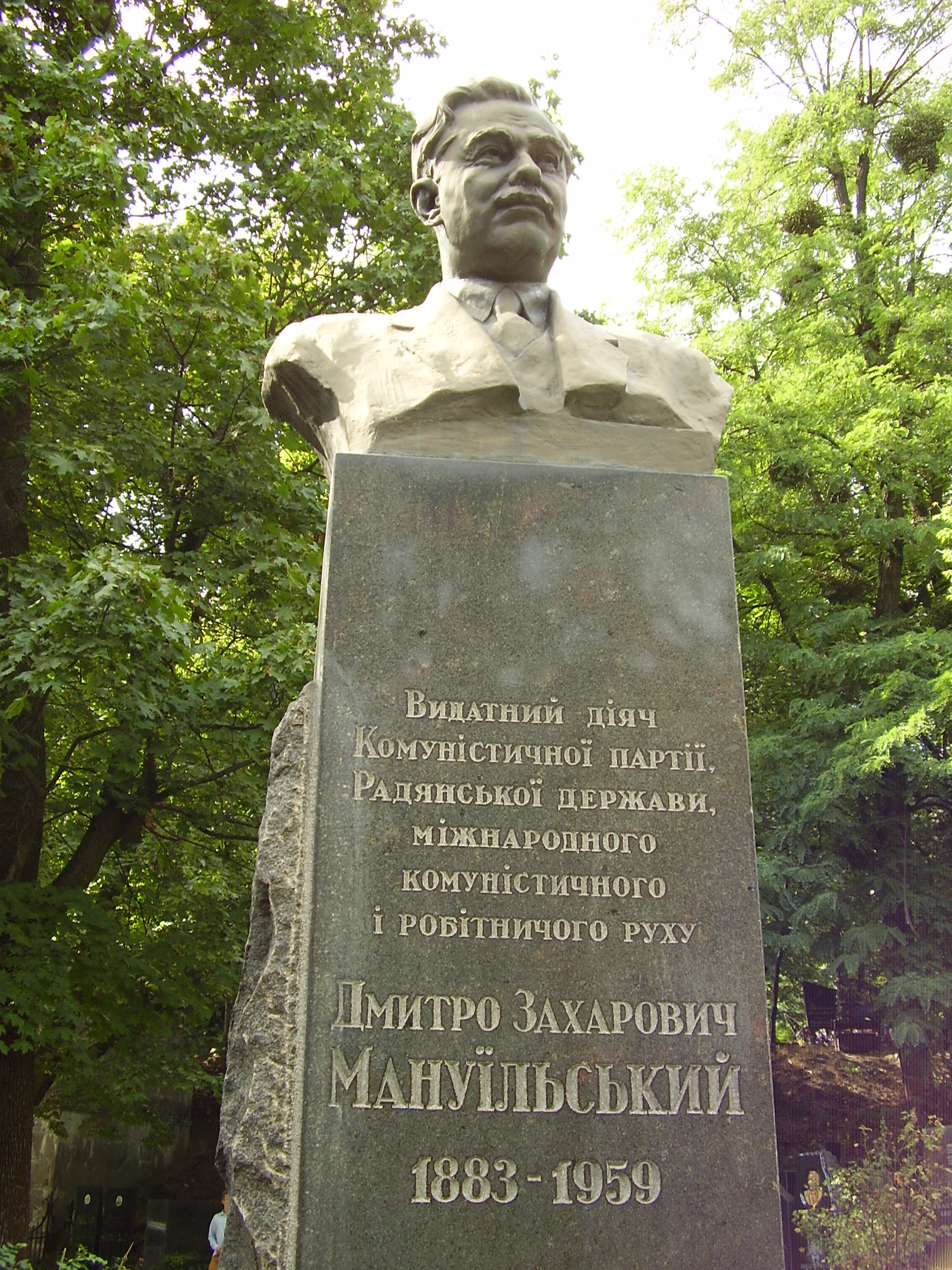
Grób i pomnik Manuilskiego w Kijowie na cmentarzu Bajkowa, wpisany na listę obiektów dziedzictwa kulturalnego Ukrainy

W latach 1919–1920 członek Wszechukraińskiego Komitetu Rewolucyjnego, a od 1920 do 1922 ludowy komisarz rolnictwa USRR. W latach 1920–1921 uczestniczył w negocjacjach pokojowych ze stroną polską w Rydze, zakończonych podpisaniem traktatu pokojowego kończącego wojnę polsko-bolszewicką. Od 1921 do 1923 pełnił funkcję I sekretarza KC KP(b)U oraz redagował wydawane w języku ukraińskim pismo „Komunista”. W latach 1920–1923 i 1949–1952 członek Biura Politycznego KC KP(b)U. Od 1924 w składzie jego prezydium.
Od 1928 do 1943 roku był sekretarzem Komitetu Wykonawczego Kominternu (IKKI), odpowiedzialnym m.in. za sprawy polskie i przewodniczącym delegacji ukraińskiej, współodpowiedzialny za stalinowskie represje w zagranicznych partiach komunistycznych. Sam przetrwał bez szwanku „wielki terror” lat 30.
Od lipca 1944 wiceprzewodniczący Rady Komisarzy Ludowych oraz komisarz ludowy spraw zagranicznych USRR. W kwietniu 1945 stał na czele ukraińskiej delegacji na konferencję w San Francisco, a rok później na paryską konferencję pokojowej. Brał udział w pierwszych sesjach plenarnych Zgromadzenia Ogólnego ONZ, gdzie atakował i ostro krytykował działaczy ukraińskiej emigracji.
W latach 1945–1946 zainicjował kampanię przeciwko „ukraińskiemu burżuazyjnemu nacjonalizmowi”. Rozpoczął szeroko zakrojoną kampanię prześladowania ukraińskiej inteligencji. Szykany i represje objęły wtedy m.in. słynnych ówczesnych historyków Mykołę Pietrowskiego i Iwana Krypjakewycza oraz reżysera Ołeksandra Dowżenkę, a także poetów Wołodymyra Sosiurę, Jurija Janowskiego i Maksyma Rylskiego.
Od 1946 do 1953 był jeszcze wicepremierem rządu USRR. Następnie przeszedł na polityczną emeryturę.

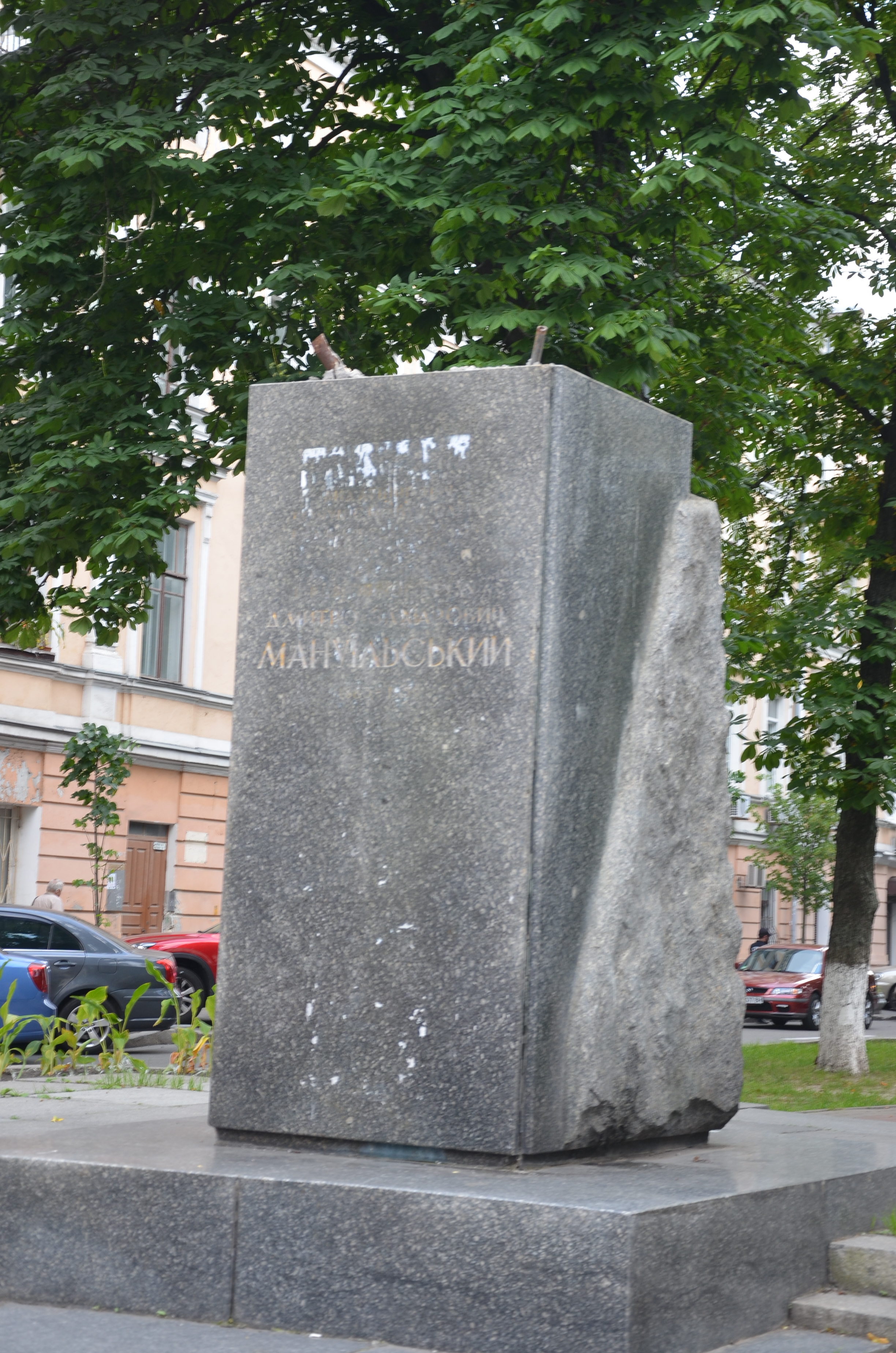
Cokół pozostały z obalonego pomnika Manuilskiego w Kijowie (istniejącego od 1966 do 2014)

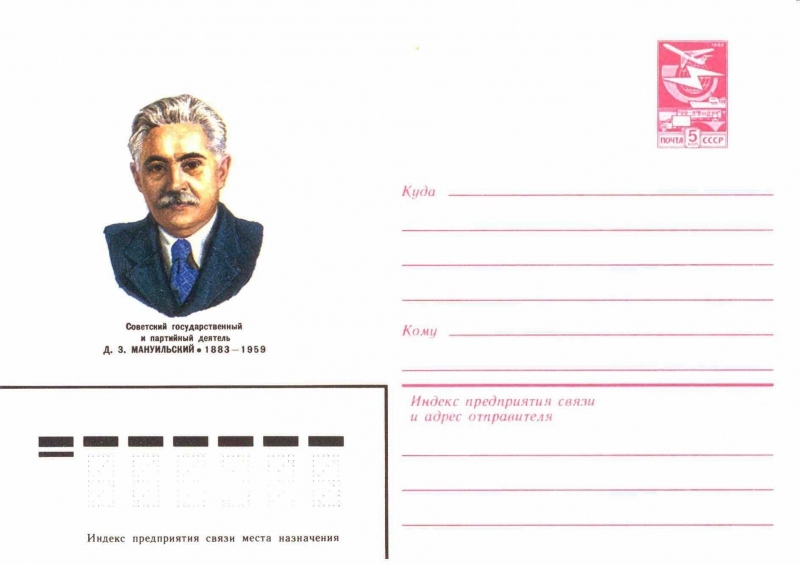
Koperta FDC Poczty ZSRR z jego wizerunkiem z 1983

Został pochowany na cmentarzu Bajkowa w Kijowie. Jego pomnik i popiersie znajdujące się na grobie zostały wpisane na listę obiektów dziedzictwa kulturalnego Ukrainy (pod numerem 80-361-0381).

## Ordery, odznaczenia i nagrody
- Order Lenina (trzykrotnie)
- Order Czerwonej Gwiazdy
- Medal „Za obronę Moskwy”
- Medal „Za zwycięstwo nad Niemcami w Wielkiej Wojnie Ojczyźnianej 1941–1945”
- Medal „Za ofiarną pracę w Wielkiej Wojnie Ojczyźnianej 1941–1945”
- Akademik Akademii Nauk USRR (1945).

## Upamiętnienie
W 1966 Kijowie odsłonięto ponad pięciometrowy brązowy pomnik Manuilskiego. Tabliczka na cokole pomnika głosiła: „Wybitna postać w partii komunistycznej państwa radzieckiego i międzynarodowym ruchu komunistycznym Dmitrij Zacharowicz Manuilski”.
Po Euromajdanie w ramach spontanicznej symbolicznej dekomunizacji, która miała miejsce wówczas na Ukrainie, 22 lutego 2014 pomnik został zrzucony z cokołu i oblany żółtą farbą. Nie został odbudowany przez władze miasta.
W 1983 poczta ZSRR wydała kopertę FDC z jego wizerunkiem.